# Oricia suaveolens
Oricia suaveolens là một loài thực vật thuộc họ Rutaceae. Loài này có ở Cộng hòa Dân chủ Congo, Bờ Biển Ngà, Ghana, Guinea, Nigeria, và Sierra Leone. Chúng hiện đang bị đe dọa vì mất môi trường sống.